# 평택 오션센트럴비즈
평택 오션센트럴비즈(영어: Pyeongtaek Ocean Central Biz)는 대한민국 경기도 평택시 포승읍에 위치하고 있다. 업무시설과 지식산업센터가 들어선다. 높이는 178m이다. 지상 40층, 지하 2층이다. 높게 들어선다. 최고 높이는 지상 40층이고 최저 높이는 높은 건물 기준 24층이다.

## 역사
2022년에 포승2지구에 지식산업센터가 공급될 예정이라고 한다. 포승2지구 일반산업단지에 지식산업센터가 들어선다고 한다. 7월에 분양이 완료되었다. 같은 해 착공하여 2025년에 완공이 가능하고 늦으면 2026년에 완공된다. 완공하고 입주가 시작된다. 완공되면 높은 지식산업센터가 되고 항만복합지원시설이 들어선다. 

## 구성
평택 오션센트럴비즈의 구성이다.
| 명칭 | 층수 |
| ---- | ---- |
| A동  | 40층 |
| B동  | 24층 |

## 높이
높이는 178m이고 지상 40층이다. 주변에 지상 24층이 들어선다. 건물마다 높이와 층수가 다르다. 완공되면 가장 높을 것으로 예상된다. 과거에는 낮은 지식산업센터가 들어섰지만 완공되면 높은 지식산업센터가 된다. 이곳에 처음에 들어서는 지상 40층 지식산업센터다.

## 특징
공장은 저층, 고층에 들어선다고 한다. 업무용 오피스가 저층, 고층에 들어선다고 한다. 저층에는 제조형 공장이 들어서고 저층부터 고층에는 스마트 공장이 들어선다. 세계최대 스케일, 스마트비즈니스, 다양한 특화설계, 초대형개발비전, 쾌속 광역교통 등이 있다. 항만복합지원시설이 들어서고 지식산업센터의 스케일도 누린다.

## 내부 시설

### A동
| 층수                | 시설         |
| ------------------- | ------------ |
| 40층                | 스카이라운지 |
| 2층 ~ 39층          | 지식산업센터 |
| 1층                 | 로비         |
| 지하 2층 ~ 지하 1층 | 지하주차장   |

### B동
| 층수                | 시설         |
| ------------------- | ------------ |
| 2층 ~ 24층          | 지식산업센터 |
| 1층                 | 로비         |
| 지하 2층 ~ 지하 1층 | 지하주차장   |

## 같이 보기
- 대한민국의 마천루 목록
- 경기도의 마천루 목록
- 평택시의 마천루 목록